# Jacques Hébert (journaliste)
Pour les articles homonymes, voir Jacques Hébert et Hébert.
Jacques Hébert, né le 16 janvier 1946 à Grenoble, est un journaliste français.

## Biographie
Diplômé du Centre de formation des journalistes en 1969, il débute à la radio puis rejoint rapidement Antenne 2 en 1969, où il est chargé de la politique intérieure sur la deuxième chaine, puis rejoint la première chaine en 1972
Peu après, il présente à France Inter la tranche horaire 18h/20h. En 1975, il est nommé correspondant permanent à Rome, pour France Inter et TF1. De 1977 à 1982, il est l'adjoint du directeur du service politique de TF1, Patrice Duhamel, puis présentateur « joker » des journaux de 13 heures et de 20 heures.
La victoire de la gauche le contraint à la démission, en 1981,. En 1982, il est consultant au cabinet Bernard Krief, chargé de la communication des communes, des départements et des régions. En 1985, il anime pour Paris Match le « Grand forum Paris-Match radios libres ».
Il retrouve Patrice Duhamel en 1986, directeur général adjoint de RMC, et devient directeur adjoint à l'information. Ensemble, ils prennent la direction de l'information de La Cinq, Hébert comme rédacteur en chef, Patrice Duhamel comme directeur de l'information. Il ne quitte la chaîne qu'à sa disparition, en 1992.
Depuis 1992, d'abord au cabinet Sirius, puis à Publicis Events, il est conseil en communication chargé de la formation à l'expression en public des chefs d'entreprises (notamment en période de crise) et animateur de séminaires ou conventions d'entreprises.